# Корниенко, Наталья Васильевна
 Ната́лья Васи́льевна Корние́нко  (урожд. Терещенко; род. 17 февраля 1953) — российский литературовед и педагог, член-корреспондент РАН (1997), заведующая отделом новейшей русской литературы и литературы русского зарубежья Института мировой литературы имени А. М. Горького РАН.

## Биография
Окончила Комсомольский-на-Амуре педагогический институт (1974) и аспирантуру ЛГПИ им. А. И. Герцена. После защиты диплома работала преподавателем.
В 1979 году состоялась защита кандидатской диссертации «Философские искания и особенности художественного метода Андрея Платонова».
В 1982—1989 годах — заведующая кафедрой советской и зарубежной литературы Новосибирского государственного педагогического института.
В 1992 году защитила докторскую диссертацию «История текста и биография А. П. Платонова (1926—1946)».
С 1993 года — сотрудник ИМЛИ РАН, с 2006 года возглавляет отдел новейшей русской литературы и литературы русского зарубежья. Председатель экспертного совета РГНФ по филологии и искусствоведению (2011—2016).
Член-корреспондент РАН с 30 мая 1997 года по Отделению литературы и языка (литературоведение). В 2016 году вошла в состав ВАК РФ.
Специалист по истории русской литературы XX века, текстологии и источниковедению, автор более 400 научных публикаций. Член Союза писателей России и редколлегии серии «Литературные памятники» (с 1999).

## Награды и премии
- Юбилейная медаль «300 лет Российской академии наук» (17 января 2024 года) — за большой вклад в развитие отечественной науки, подготовку научных кадров, многолетнюю плодотворную научно-исследовательскую и организационную деятельность и в связи с 300-летием Российской академии наук[1].
- Медаль ордена «За заслуги перед Отечеством» (5 февраля 2024 года) — за большой вклад в развитие отечественной науки, многолетнюю плодотворную деятельность и в связи с 300-летием со дня основания Российской академии наук[2].
- Платоновская премия в области литературы и искусства (9 апреля 2024 года)[3].